# Wilhelm Rein

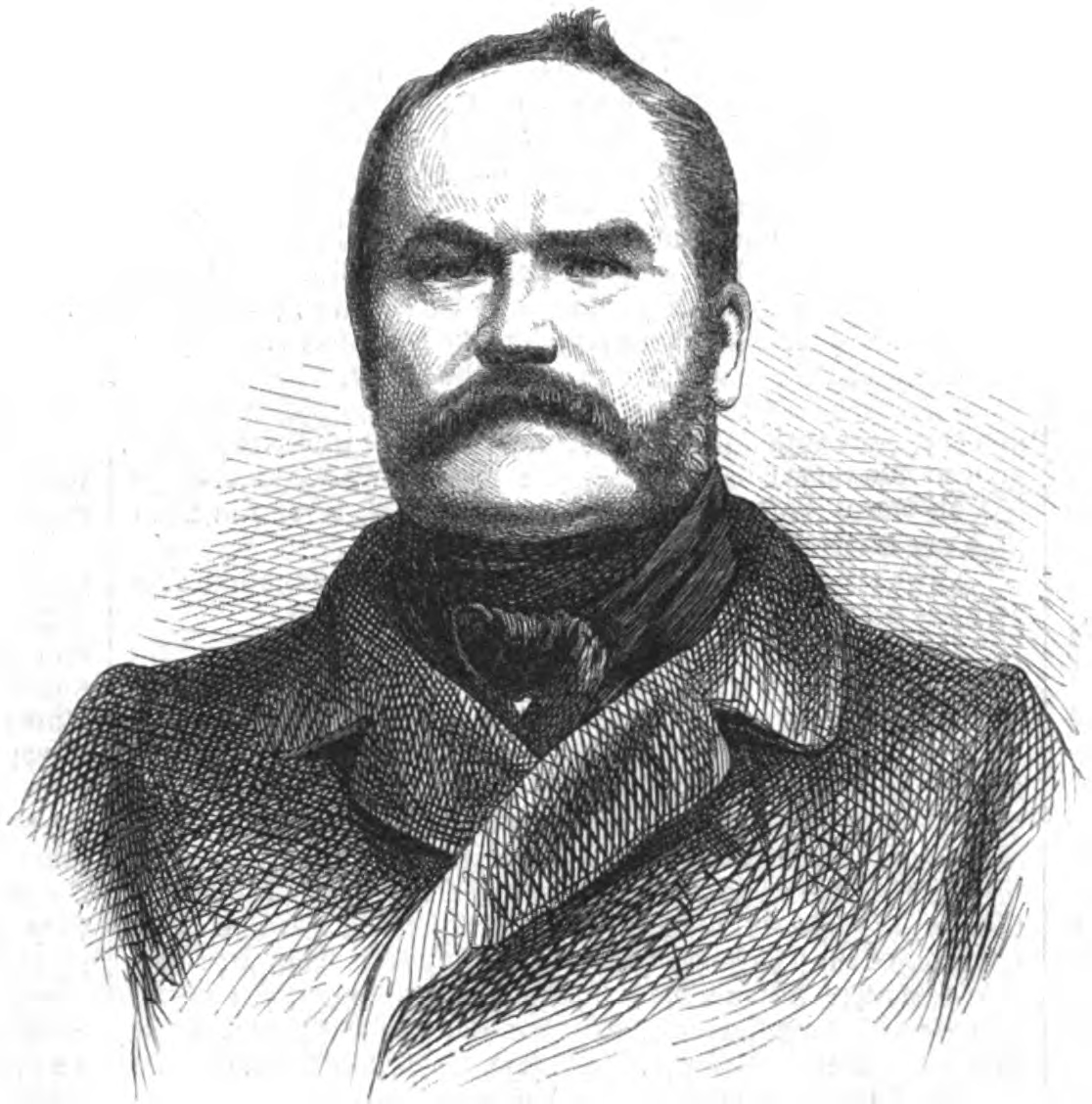
Wilhelm Rein (1865)

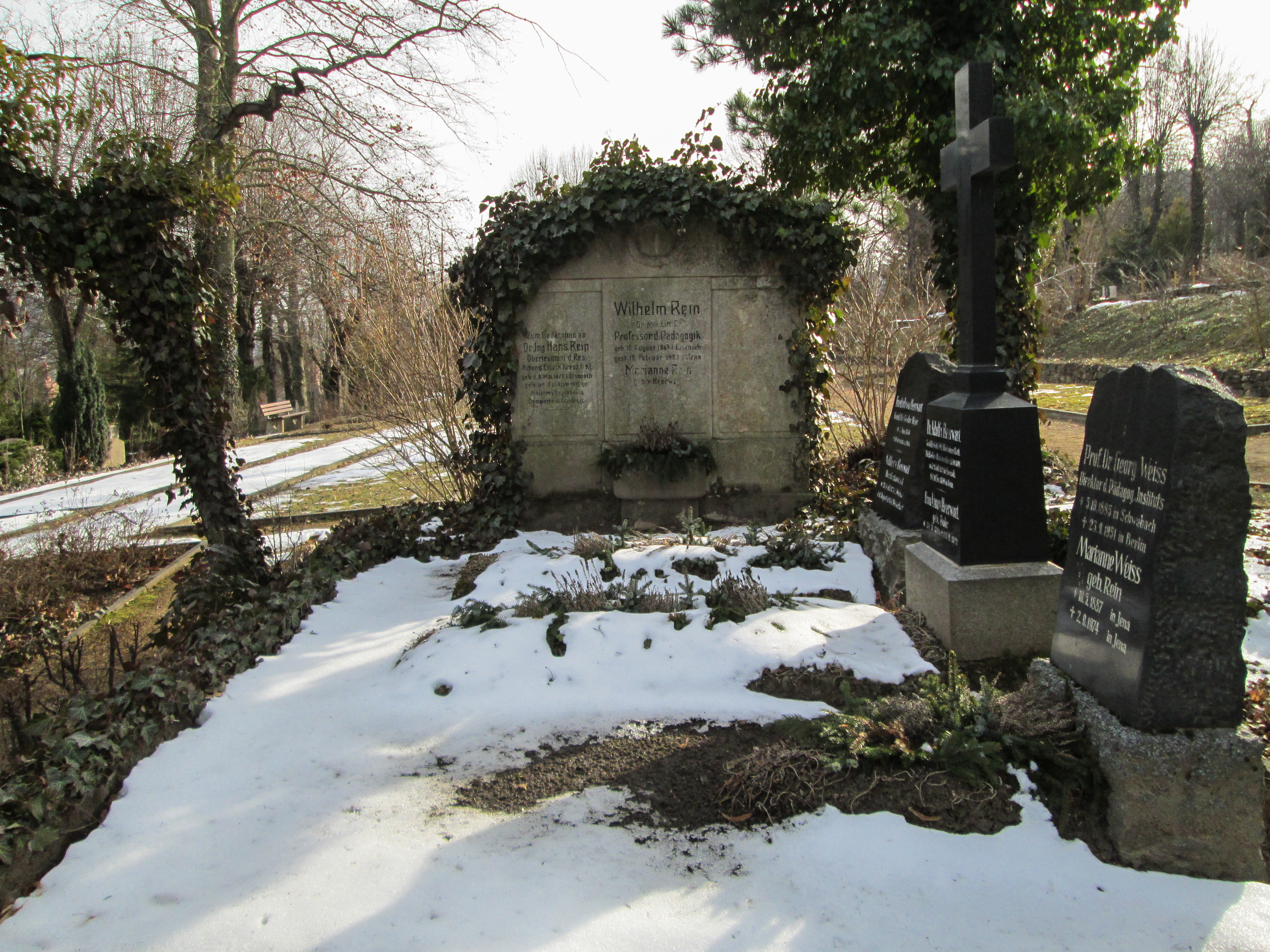
† Jena

Wilhelm Rein, född den 10 augusti 1847 i Eisenach, död den 19 februari 1929 i Jena, var en tysk pedagog.
Rein studerade i Jena, Heidelberg och Leipzig, var ett år lärare vid gymnasiet i Barmen, blev
seminarielärare i Weimar 1872, seminarierektor i Eisenach 1876 och professor i pedagogik
i Jena 1886.
Rein var en av de främsta representanterna för den herbartska riktningen inom den samtida tyska pedagogiken. Han var påverkad av Tuiskon Ziller, men intog i många punkter en mindre formalistisk ståndpunkt än denne. Han kom genom sin vänsälla personlighet, sin föreläsartalang och sin klara stil som skriftställare att i hög grad bidra till att hålla den herbartska skolans pedagogik vid liv.
Särskilt gällde detta i tyska folkskolekretsar, även sedan i det hela tidens vetenskap gått utöver dess råmärken. Även dem, som principiellt stod på en annan ståndpunkt, hade han mycket att ge genom sommarkurserna vid universitetet i Jena och genom den av honom ledda pedagogiska övningsskolan och det pedagogiska universitetsseminariet där. Även i Stockholm höll han pedagogiska föreläsningar (1895 och 1923 - sistnämnda år även i Uppsala).